# كليف روس
كليف روس (بالإنجليزية: Cliff Ross)‏ هو لاعب كرة قاعدة أمريكي، ولد في 3 أغسطس 1928 في فيلادلفيا في الولايات المتحدة، وتوفي بنفس المكان في 12 أبريل 1999.

## وصلات خارجية
- كليف روس على موقعبيزبول رفرنس.كوم (الدوري الرئيسي) (الإنجليزية)
- كليف روس على موقعبيزبول رفرنس.كوم (الدوري الثانوي) (الإنجليزية)